# زبان‌های پلی‌نزیایی
زبان‌های پلی‌نزیایی (به انگلیسی: Polynesian languages) یک خانواده زبانی گفتاری در جغرافیای پلی‌نزی است که از نقاط دورافتاده جنوب مرکزی میکرونزی تا جزایر کوچک در شمال شرق جزایر سلیمان و همچنین وانواتو سخن گفته می‌شود. آرایه‌شناسان زبانی این شاخه را به عنوان هموندی از شاخه اقیانوسیه‌ای خانواده بزرگتر و گوناگون‌تر آسترونزیایی دسته‌بندی می‌کنند. پلی‌نزیایی‌ها دارای بسیاری ویژگی‌های خاص فرهنگی هستند که فقط در حدود ۱۰۰۰ سال پیشرفت مشترک، از جمله پیشرفت مشترک زبانی، در مناطق تونگا و ساموآ در طول هزاره اول پیش از میلاد حاصل شده است.
تقریباً چهل زبان پلی‌نزیایی وجود دارد. برجسته‌ترین آن‌ها تاهیتیایی، ساموآیی، تونگایی، مائوری و هاوایی هستند. از آنجا که بشر به نسبت اخیراً در جزایر پلی‌نزی ساکن شده است و تنوع زبانی داخلی فقط در حدود ۲۰۰۰ سال پیش آغاز شده است، زبانهای پلی‌نزیایی دارای اشتراکات بسیار زیادی هستند. هنوز هم بسیاری ریشه مشترک واژگانی در سراسر جزایر مختلف وجود دارد.
تمام زبان‌های پلی‌نزیایی شباهت‌های زیادی به ویژه در واژگان دارند. واکه‌ها (تقریباً همیشه a ,e، i ,o و u) غالباً در زبان‌های نواده باقی مانده‌اند. تغییرات همخوان‌ها کاملاً منظم است؛ مثلاً سرزمین افسانه‌ای بسیاری از مردم پلی‌نزیایی، که به عنوان ساوایکی بازسازی شده است، در زبان مائوری نیوزیلند به صورت هاوایکی (جایگزینی س با هـ)، در جزایر کوک به صورت آوایکی (جایگزینی س با انسداد زبانی)، در هاوایی، بزرگ‌ترین جزیره در جزایر هاوایی، (جایگزینی س با هـ و ک با انسداد زبانی)، ساوایی، بزرگ‌ترین جزیره در ساموآ (جایگزینی ک با انسداد زبانی) و همچنین هاوایی در جزایر انجمن (جایگزینی س با هـ و ک با انسداد زبانی) نمود یافته است.

## زبان‌ها
زبان‌های پلی‌نزیایی به دو شاخه تونگی و پلی‌نزیایی هسته‌ای تقسیم می‌شوند. تونگایی و نیوویایی شاخه تونگی را تشکیل می‌دهند. سایرین همه بخشی از شاخه پلی‌نزیایی هسته‌ای هستند.
- تونگی
  - تونگایی
  - نیوفوئویی (در جزیره نیوفوئو، تونگا)
  - نیوویایی
- پلی‌نزیایی هسته‌ای
  - فوتونی:
    - والیسی یا اوویایی شرقی (فاکائوویایی) (جزیره والیس، والیس و فوتونا)
    - فاکافوتونا یا فوتونایی (شرقی) (جزیره فوتونا، والیس و فوتونا)
    - اوویایی غربی یا فاگا اوویا (اوویا در کالدونیای جدید)
    - پوکاپوکایی (پوکاپوکا، شمال جزایر کوک)
    - آنوتایی (جزیره آنوتا، جزایر سلیمان)
    - رنلی (جزیره‌های رنل و بلونا، جزایر سلیمان)
    - تیکوپیایی (جزیره تیکوپیا، جزایر سلیمان)
    - فوتونایی-آنیوایی یا فوتونایی غربی (فوتونا و آنیوا در وانواتو)
    - مله‌ای-فیلایی (جزیره مله، وانواتو)
    - امائه‌ای (جزیره امائه، وانواتو)

  - الیسی
    - ساموئی
      - ساموآیی
      - توکلائویی

    - الیسی–بیرونی
      - تووالویی
      - نوکوئورویی (نوکوئورو در ایالات فدرال میکرونزی)
      - کاپینامارنگیایی (در کاپینامارنگی در ایالات فدرال میکرونزی)
      - نوکوریایی (نوگوریا در شرق پاپوآ گینه نو)[۴]
      - تاکوئویی (آب‌سنگ حلقوی تاکوئو در شرق پاپوآ گینه نو)
      - نوکومانویی (نوکومانو در شرق پاپوآ گینه نو)
      - اوتونگ جاوایی، یا لوانگیوا (اوتونگ جاوا، جزایر سلیمان)
      - سیکاینایی (سیکاینا، جزایر سلیمان)
      - پیلنی (جزایر ریف، جزایر سلیمان)

    - پلی‌نزیایی شرقی
      - رپا نویی (جزیره ایستر)
      - پلی‌نزیایی مرکزی-شرقی
        - مارکیزی
          - مارکیزی–مانگاروایی
            - مارکیزی (جزایر مارکیز، پلی‌نزی فرانسه)
            - مانگاروایی (جزایر گامبیر، پلی‌نزی فرانسه)

          - هاوایی (هاوایی، ایالات متحده آمریکا)

        - تاهیتی
          - تاهیتیایی (جزایر انجمن، پلی‌نزی فرانسه)
          - آسترلی (جزایر آسترل، پلی‌نزی فرانسه)
          - راپایی (راپا، پلی‌نزی فرانسه)
          - توآموتویی (مجمع‌الجزایر توآموتو، پلی‌نزی فرانسه)
          - راروتونگایی (مائوری جزایر کوک، جزایر کوک)
          - راکاهانگایی-مانیهیکیایی (راکاهانگا و مانیهیکی، شمال جزایر کوک)
          - پنرینی یا تونگاروایی (تونگاروا، شمال جزایر کوک)
          - مائوری–موریوری
            - مائوری (نیوزیلند)
            - موریوری (جزایر چاتام، نیوزیلند) †[۵]

## اعداد به زبان‌های پلی‌نزیایی[۶]
| فارسی            | یک      | دو     | سه      | چهار   | پنج     | شش         | هفت         | هشت          | نه         | ده                   |
| ---------------- | ------- | ------ | ------- | ------ | ------- | ---------- | ----------- | ------------ | ---------- | -------------------- |
| نیوویایی         | taha    | ua     | tolu    | fa     | lima    | ono        | fitu        | valu         | hiva       | hogofolu             |
| تونگایی          | taha    | ua     | tolu    | fa     | nima    | ono        | fitu        | valu         | hiva       | hongofulu            |
| ساموآیی          | tasi    | lua    | tolu    | fa     | lima    | ono        | fitu        | valu         | iva        | sefulu               |
| تووالویی         | tasi    | lua    | tolu    | fa     | lima    | ono        | fitu        | valu         | iva        | agafulu              |
| نانومئایی        | tahi    | lua    | tolu    | fā     | lima    | ono        | fitu        | valu         | iva        | toa                  |
| توکلائویی        | tahi    | lua    | tolu    | fa     | lima    | ono        | fitu        | valu         | iva        | hefulu               |
| والیسی           | tahi    | lua    | tolu    | fā     | nima    | ono        | fitu        | valu         | hiva       | hogofulu             |
| پوکاپوکایی       | tayi    | lua    | tolu    | wa     | lima    | ono        | witu        | valu         | iva        | laugaulu             |
| رنه‌ای            | tahi    | ŋgua   | toŋgu   | hā     | ŋgima   | ono        | hitu        | baŋgu        | iba        | katoa                |
| پیلنی            | tasi    | rua    | toru    | fā     | lima    | ono        | fitu        | valu         | iva        | kʰaro                |
| تیکوپیایی        | tasi    | rua    | toru    | fa     | rima    | ono        | fitu        | varu         | siva       | fuaŋafuru            |
| آنوتایی          | tai     | rua    | toru    | paa    | nima    | ono        | pitu        | varu         | iva        | puangapuru           |
| اوویایی غربی     | tahi    | ƚua    | toƚu    | fa     | lima    | tahia-tupu | luaona-tupu | toluona-tupu | faona-tupu | limaona-tupu         |
| امائه‌ای          | tasi    | rua    | toru    | fa     | rima    | ono        | fitu        | βaru         | siβa       | ŋafuru               |
| مله‌ای            | tasi    | rua    | toru    | fa     | rima    | ono        | fitu        | βaru         | siβa       | siŋafuru             |
| فوتونایی-آنیوایی | tasi    | rua    | toru    | fa     | rima    | ono        | fitu        | varo         | iva        | tagafuru             |
| سیکاینایی        | tahi    | lua    | tolu    | hā     | lima    | ono        | hitu        | valo         | sivo       | sehui                |
| اوتونگ جاوایی    | kahi    | lua    | kolu    | hā     | lima    | oŋo        | hiku        | valu         | sivo       | sehui                |
| تاکوئو           | tasi    | lua    | toru    | fa     | rima    | ono        | fitu        | varu         | sivo       | sinafuru             |
| کاپینامارنگیایی  | dahi    | lua    | dolu    | haa    | lima    | ono        | hidu        | walu         | hiwa       | mada                 |
| نوکوریایی        | dahi    | ka-lua | ka-dolu | ka-haa | ka-lima | ka-ono     | ka-hidu     | ka-valu      | ka-siva    | ka-hulu              |
| رپا نویی         | tahi    | rua    | toru    | ha     | rima    | ono        | hitu        | vaʼu         | iva        | ʼahuru               |
| تاهیتیایی        | tahi    | piti   | toru    | maha   | pae     | ōno        | hitu        | vaʼu         | iva        | hōeʼahuru            |
| پنرینی           | tahi    | lua    | tolu    | hā     | lima    | ono        | hitu        | valu         | iva        | tahi-ngahulu         |
| راروتونگایی      | taʼi    | rua    | toru    | ā      | rima    | ono        | ʼitu        | varu         | iva        | ngaʼuru              |
| توآموتویی        | tahi    | rua    | toru    | fā     | rima    | ono        | hitu        | varu         | iva        | rongoʼuru            |
| مائوری           | tahi    | rua    | toru    | whā    | rima    | ono        | whitu       | waru         | iwa        | tekau (also ngahuru) |
| موریوری          | tehi    | teru   | toru    | tewha  | terima  | teono      | tewhitu     | tewaru       | teiwa      | meangauru            |
| مانگاروایی       | tahi    | rua    | toru    | ha     | rima    | ono        | hitu        | varu         | iva        | rogouru              |
| مارکیزی          | e tahi  | e úa   | e toú   | e fa   | e íma   | e ono      | e fitu      | e vaú        | e iva      | ónohuú               |
| هاوایی           | ‘e-kahi | ‘e-lua | ‘e-kolu | ‘e-hā  | ‘e-lima | ‘e-ono     | ‘e-hiku     | ‘e-walu      | ‘e-iwa     | ‘umi                 |

## نوشتار
برای نوشتار خط زبان‌های پلی‌نزیایی از خط لاتین استفاده می‌شود. بیشتر زبان‌های پلی‌نزیایی دارای پنج واکه هستند که تقریباً با واکه‌های i , e، a , o، u در لاتین برابر است. با این حال، قراردادهای املایی برای واج‌هایی که به راحتی با خط معیار لاتین نوشته نمی‌شوند، ایجاد شده است. دستور خط زبان‌های نانوشته پلی‌نزیایی برای نخستین بار تحت تأثیر مبلغین مذهبی و قوانین نوشتاری زبان‌هایی که با آن‌ها آشنایی داشتند، ابداع شد. اما این دستورها میزان کشیدگی واکه‌ها یا انسداد زبانی را مشخص نمی‌کردند. زمانی که زبان‌شناسان با روش‌های امروزی‌تر راهی اقیانوس آرام شدند، کتاب مقدس از قبل با توجه به سیستم املایی توسعه‌یافته توسط مبلغین، حداقل برای زبان‌های اصلی، چاپ شده بود و مردم خواندن و نوشتن را بدون نشانه‌گذاری میزان کشیدگی واکه‌ها یا انسداد زبانی یادگرفته بودند.
این وضعیت در بسیاری از زبان‌های پلی‌نزیایی ادامه دارد. علی‌رغم تلاش‌های بسیار برای اصلاح دستور خط توسط آکادمی‌های محلی، یک مقاومت عمومی محافظه‌کارانه در برابر تغییر نوشتار منجر به بروز پیامدهای متفاوتی در زبان‌های پلی‌نزیایی شده است که یکی از آن‌ها وجود چندین شیوه نوشتاری برای یک زبان است. با این حال در متداول‌ترین روش، از ماکرون برای نشان دادن یک واکهٔ بلند استفاده می‌شود، و واکه‌های بدون آن کوتاه هستند، به عنوان مثال، ā در مقابل a. در مواردی نیز برای یک واکهٔ بلند دو واکهٔ کوتاه استفاده می‌شود مثلاً مائوری به صورت Maaori نوشته می‌شود.